# Anton Francescu Filippini
Anton Francescu Filippini (Santu Niculaiu di Moriani, 1908 - Roma, 1985) fou un poeta i escriptor cors. El seu pare va morir a la Primera Guerra Mundial. Va fer els primers estudis a Bastia i finalment es va instal·lar a Roma. Es llicencià en ciències polítiques amb una tesi doctoral sobre Napoleó I i Pozzo di Borgo. Col·laborà a les revistes A Muvra, L'Altagna, Mediterranea (Calaris), Politica, Corsica Antica e Moderna, La idea Corsa, U Muntese, Paese Corsu i Convivio Letterario (Milà), i traduí Prosper Mérimée a l'italià.

## Obres
- Puesce (1928)
- Ballate corse (1940)
- E miò lune (1956)
- U prunalbellu (1958)
- Lochi e stagioni (1968)
- Aqua d'aprile (1969)
- A silente riva (1970)
- A Bisaccia (1980)
- Belle Calende (1982)
- Curacuti (1991)
- Flumen Dei (1993)
- Vucabulariu Corsu-Italianu-Francese, Anima Corsa (1999)